# بل پی-۶۳ کینگ‌کبرا
بل پی-۶۳ کینگ‌کبرا (به انگلیسی: Bell_P-63_Kingcobra) یک هواگرد از نوع هواپیمای جنگنده ساخت شرکت بل ایرکرفت است. هواگرد border نخستین پروازش را در ۷ دسامبر ۱۹۴۲ میلادی انجام داد. این هواگرد در سال اکتبر ۱۹۴۳ میلادی رسماً معرفی گردید و در سال‌های ۱۹۴۳–۱۹۴۵ تولید شده است. در مجموع، تعداد ۳٬۳۰۳ فروند از این هواگرد ساخته شده است.